# Ліщани
Ліща́ни (колишні назви — Ліщана, Ілщане) — село в Україні, у Сахновецькій сільській громаді Шепетівського району Хмельницької області. Населення становить 752 особи.

## Географія
Селом протікає річка Хомора. Неподалік від села розташований гідрологічний заказник «Хоморські заплави».

## Історія
У 1906 році село Сульжинської волості Ізяславського повіту Волинської губернії. Відстань від повітового міста 15 верст, від волості 8. Дворів 206, мешканців 1177.

## Населення

### Мова
Розподіл населення за рідною мовою за даними перепису 2001 року:
| Мова       | Кількість | Відсоток |
| ---------- | --------- | -------- |
| українська | 749       | 99.6 %   |
| російська  | 3         | 0.4 %    |
| Усього     | 3278      | 100 %    |

## Відомі уродженці
- Петрук Денис Дмитрович (2000—2022) — солдат Збройних Сил України, учасник російсько-української війни, що загинув у ході російського вторгнення в Україну в 2022 році.
- Царук Олександр Олексійович — заслужений артист України (2004).